# 수원 노숙소녀 살인 사건
수원 노숙소녀 살인사건(水原路宿少女殺人事件)은 2007년 5월 14일 수원고등학교 안에서 16세 소녀가 숨진 채 발견된 사건이다. 처음에 남자 20대 노숙인 2명이 지목되었고 나중에 청소년 5명이 지목되었다.

## 사건 발생
20대 노숙인 2명인 정모씨과 강모씨는 지적장애를 가지고 있었다. 당시 정씨는 지적장애 등록이 되지 않은 상태였다. 정씨와 강씨는 청소년의 범행에 참여한 것으로 밝혀져 정씨는 상해치사죄로 징역 5년, 강씨는 폭행죄로 200만원 벌금을 선고받았다. 청소년 5명중 형사 미성년자를 뺀 4명이 기소되었는데 재판 끝에 무죄판결을 받았다. 노숙인 2명은 이들 청소년의 재판에서 범행을 부인하여 위증 혐의로 기소되었다가 무죄 판결을 받았다. 그중 1명은 상해치사죄로 수감되었다가 8월 2일 출소한 후 재심 절차를 밟고 있다. 이 판결은 대한민국에서 형사 피고인이 수감 중 재심이 결정된 후 출소해서야 재심 공판이 열린 첫 사건이다. 박준영 변호사가 재심을 맡았다.